# Мястото отвъд дърветата
„Мястото отвъд дърветата“ (на английски: The Place Beyond the Pines) е американски драматичен криминален филм от 2012 г. на режисьора Дерек Сианфранс. Премиерата е на 7 септември 2012 г. на кинофестивала в Торонто, а по кината в САЩ филмът излиза на 29 март 2013 г.

## Актьорски състав
| Актьор        | Роля            |
| ------------- | --------------- |
| Райън Гослинг | Люк Глантън     |
| Брадли Купър  | Ейвъри Крос     |
| Ева Мендес    | Ромина Гутиерес |
| Дейн Дехаан   | Джейсън Канкам  |
| Емъри Коен    | Ей Джей Крос    |
| Бен Менделсон | Робин           |
| Роуз Бърн     | Дженифър Крос   |
| Махершала Али | Кофи Канкам     |
| Брус Грийнууд | Бил Килкълън    |
| Рей Лиота     | Пътър Делука    |

## Награди и номинации
| Категория                          | Номиниран(и)                  | Резултат                      |
| Сателит (23 февруари 2014 г.)      | Сателит (23 февруари 2014 г.) | Сателит (23 февруари 2014 г.) |
| ---------------------------------- | ----------------------------- | ----------------------------- |
| Най-добър актьор в поддържаща роля | Райън Гослинг                 | номинация                     |
| Сатурн (26 юни 2014 г.)            |                               |                               |
| Най-добър трилър филм              | Най-добър трилър филм         | номинация                     |